# Blanche von Frankreich

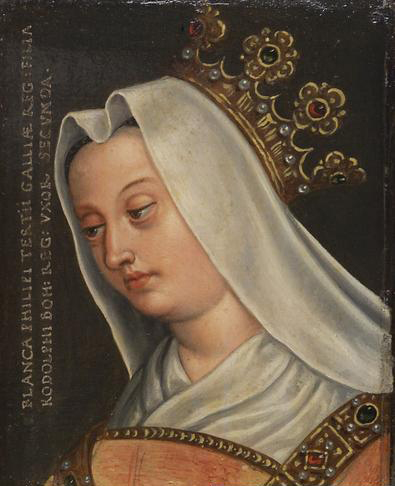
Blanche von Frankreich durch Antoni Boys.

Blanche von Frankreich (auch Blanka; * um 1282 in Paris; † 1. März 1305 in Wien) war als Gemahlin von Rudolf III. von Habsburg Herzogin von Österreich und der Steiermark.
Zu den Zielen der Heiratspolitik des römisch-deutschen Königs Albrecht I. gehörte eine dynastische Verbindung mit dem französischen Königshaus. Nach langen, bereits 1295 beginnenden Verhandlungen wurde Albrechts ältester Sohn Rudolf im Jahre 1300 mit Blanche, der Tochter des französischen Königs Philipp III. und zugleich Halbschwester von König Philipp IV. vermählt. Zu Weihnachten 1300 traf die Braut in Wien ein, ihre pompöse Ausstattung wurde besonders hervorgehoben. Auch später fiel ihr Hang zu Luxus, Schmuck und teuren Kleidern auf. In der kurzen Ehe war sie dem Herzog eine wichtige Stütze und begleitete ihn mehrere Monate lang in die Steiermark, die sie als zweites Land ihrer Herrschaft kennenlernen wollte und wo sie in dessen Abwesenheit zeitweise in Vertretung die Herrschaft ausübte. Im Jahre 1304 hatte sie eine Totgeburt und bekam danach keine Kinder mehr. Ein Jahr später starb sie in Wien. Ihr gotisches Tumbengrab ging 1784 verloren und sie wurde in die Wiener Minoritenkirche umgebettet.